# Nový Život
Nový Život (Hongaars: Illésháza) is een Slowaakse gemeente in de regio Trnava, en maakt deel uit van het district Dunajská Streda.
Nový Život telt 2.273 inwoners.